# 蒙達溫峰
46°44′33.7″N 9°09′36.5″E / 46.742694°N 9.160139°E

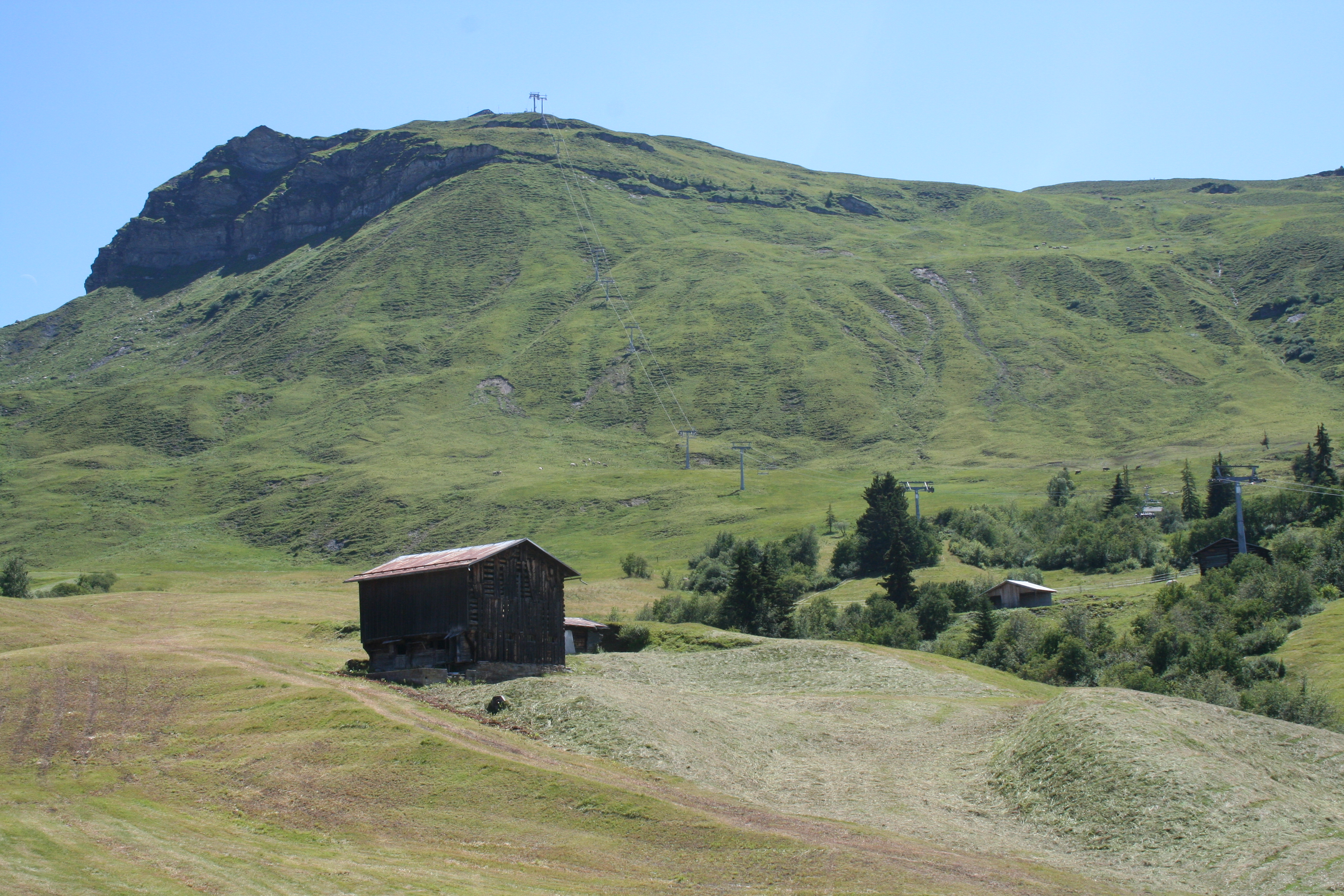

蒙達溫峰（Piz Mundaun），是瑞士的山峰，位於該國東南部，由格勞賓登州負責管轄，屬於勒蓬廷阿爾卑斯山脈的一部分，海拔高度2,064米，每年平均降雨量1,929毫米。

## 外部連結
- Piz Mundaun on Hikr （页面存档备份，存于）